# クリス・バード
クリス・バード（Chris Byrd、1970年8月15日 - ）は、アメリカ合衆国の男性プロボクサー。本名クリス・コーネリアス・バード（Chris Cornelius Byrd）。ミシガン州フリント出身。元IBF・WBO世界ヘビー級王者。
元WBO世界ヘビー級王者レイモン・ブリュースターは従兄弟。

## 来歴

### 幼少・アマチュア時代
ミシガン州で8人兄弟の末っ子として生まれ、5歳の時から彼の父親ジョーが経営する「ジョー・バード・ボクシング・アカデミー」でボクシングを始める。彼の父は早くからクリスの才能に眼を付け将来プロにすべく鍛え上げた。彼が10歳になる頃にはアマチュアボクサーとして活躍し始め（アマチュア時代はミドル級の選手だった）、3度の全米アマチュアチャンピオン（1989年、1991年、1992年）にもなり、1992年バルセロナオリンピックではミドル級で銀メダルを獲得した。アマチュア時代には275勝をあげている。

### プロボクサー時代
オリンピック後念願のプロに転向し、1993年1月28日にはデビュー戦を行う。
1995年3月28日、空位のUSBA全米ヘビー級王座を獲得した。
1995年11月21日にはWBUインターナショナルヘビー級王座を獲得した。
2000年4月1日、ビタリ・クリチコを破ってWBO世界ヘビー級王座を獲得した。
2000年10月14日にビタリの弟ウラジミール・クリチコに敗れて防衛に失敗した。
2002年12月14日、イベンダー・ホリフィールドとIBF世界ヘビー級王座決定戦を争い、12回判定で勝利した。同王座は4度防衛に成功した。
2006年4月22日にまたしてもウラジミール・クリチコに敗れ、王座を失った。

## 獲得タイトル
- 1992年バルセロナオリンピック ミドル級 銀メダル
- USBA全米ヘビー級王座
- WBUインターナショナルヘビー級王座
- WBO世界ヘビー級王座
- IBF世界ヘビー級王座